# زووشيكيلا
زووشيكيلا (بالإنجليزية: Zooshikella)‏ هي جنس من البكتيريا سلبية الغرام الهوائية من الملحاوات العصوية يضم هذا الجنس نوعين هما زووشيكيلا غانغهوية نسبة لجزيرة غانغهوا الكورية الجنوبية ونوع زووشيكيلا بحرية.

## أصل التسمية
سمي هذا الجنس نسبتاً إلى عالم الأحياء الدقيقة الكوري (بالإنجليزية: Zoo Shik Lee)‏ زوو شيك لي